# Hyalotricha salicicola
Hyalotricha salicicola är en svampart som beskrevs av Graddon 1977. Hyalotricha salicicola ingår i släktet Hyalotricha och familjen Hyaloscyphaceae.   Inga underarter finns listade i Catalogue of Life.